# Базали
Базали (чеськ. Bazaly) — футбольний стадіон у чеському місті Острава. Домашня арена місцевого футбольного клубу «Банік».